# 金玉麟
金玉麟（1808年—1863年），字石船，号素臣，内务府汉军镶黄旗人，保宁府學生，清朝官员、进士出身。

## 生平
道光十二年壬辰科四川鄉試第16名举人，戊戌科进士。官至兵部主事，陕西澄城县、渭南县知县；辛亥科陕西乡试同考官，宁羌州知州，陕西知州等职。著有《二瓦砚斋诗集》。
有族亲金朝觀，嘉庆十六年进士，金錫蕃，同治四年进士。